# Прислоп (Далбошец)
Прислоп (рум. Prislop) насеље је у Румунији у округу Караш-Северин у општини Далбошец. Насеље се налази на надморској висини од 346 m у подножју Алмашких планина.

## Становништво
Према подацима из 2002. године у насељу је живело 18 становника, од којих су сви румунске националности.